# Liste der Baudenkmäler in Merzig
In der Liste der Baudenkmäler in Merzig sind alle Baudenkmäler der saarländischen Stadt Merzig nach ihren Ortsteilen aufgelistet. Grundlage ist die Veröffentlichung der Landesdenkmalliste auf der Website des Ministeriums für Umwelt, Landesdenkmalamt, Teildenkmalliste Landkreis Merzig-Wadern vom 7. April 2010 und die aktuelle Fassung vom 9. August 2017.

## Ballern
|  | Wohnhaus Lage: Hilbringer Straße 3 Errichtet: um 1910 Beschreibung des Landesdenkmalamts: Hilbringer Straße 3, Wohnhaus, um 1910 (Einzeldenkmal) |

|  | Bauernhaus Lage: Hilbringer Straße 16 Errichtet: 1815 Beschreibung des Landesdenkmalamts: Hilbringer Straße 18, Bauernhaus, 1815 (Einzeldenkmal) |

|  | Bauernhaus Lage: Hilbringer Straße 3 Errichtet: 18. Jh. Beschreibung des Landesdenkmalamts: Lindenstraße 2, Bauernhaus, 18. Jh., Umbau 1888 (Einzeldenkmal) |

|  | Grotte, Wegekreuz und Kapelle Lage: Särkoverstraße Errichtet: 1863 Beschreibung des Landesdenkmalamts: Särkoverstraße, Grotte, Wegekreuz und Kapelle, 1863 (Einzeldenkmal) |

|  | Grotte, Wegekreuz und Kapelle Lage: Särkoverstraße Errichtet: um 1809 Beschreibung des Landesdenkmalamts: Särkoverstraße, Wegekreuz, um 1809 (Einzeldenkmal) |

|  | Wegekreuz Lage: Särkoverstraße Errichtet: 18. Jh. Beschreibung des Landesdenkmalamts: Särkoverstraße, Wegekreuz, 18. Jh. (Einzeldenkmal) |

|  | Ziegelei Lage: Särkoverstraße Errichtet: 1810 Beschreibung des Landesdenkmalamts: Särkoverstraße, Ziegelei, 1810 (Einzeldenkmal) |

|  | Bauernhaus Lage: St.-Georg-Straße 27 Errichtet: 1751 Beschreibung des Landesdenkmalamts: St.-Georg-Straße 27, Bauernhaus, 1751 (Einzeldenkmal) |

|  | Wohnhaus Lage: Wahlener Straße 87 Errichtet: 1900 Beschreibung des Landesdenkmalamts: Wahlener Straße 87, Wohnhaus, 1900 (Einzeldenkmal) |

## Besseringen
|  | Zehnthaus der Abtei Mettlach Lage: Abteistraße 11 Errichtet: 4. Viertel 18. Jh. Beschreibung des Landesdenkmalamts: Zehnthaus der Abtei Mettlach 4. Viertel 18. Jh. (Einzeldenkmal) |

|  | Wohnhaus Lage: Abteistraße 12/13 Errichtet: 4. Viertel 18. Jh. Beschreibung des Landesdenkmalamts: Abteistraße 12/13, Wohnhaus, 4. Viertel 18. Jh. (Einzeldenkmal) |

|  | Lehrerwohnhaus und Verwaltungsgebäude Lage: Bezirksstraße 99 Errichtet: Beschreibung des Landesdenkmalamts: Lehrerwohnhaus und Verwaltungsgebäude 1909 (Einzeldenkmal) |

|  | Schule Lage: Bezirksstraße 101 Errichtet: 1909 Beschreibung des Landesdenkmalamts: Bezirksstraße 101, Schule, 1909 (Einzeldenkmal) |

|  | kath. Pfarrkirche Herz Jesu Lage: Pastor-Krayer-Straße 4 Errichtet: 1906–09 Beschreibung des Landesdenkmalamts: Pastor-Krayer-Straße 4, kath. Pfarrkirche Herz Jesu, 1906–09 von Wilhelm Hector (Einzeldenkmal) |

## Bietzen
|  | Fronleichnamskreuz Lage: Menniger Straße 42 Errichtet: 1870 Beschreibung des Landesdenkmalamts: Menninger Straße bei Nr. 42, Fronleichnamskreuz, um 1870 (Einzeldenkmal) |

|  | Kirche St. Martin Lage: Menniger Straße 69 Errichtet: 1930–1932, Peter Marx (1871–1958) Beschreibung des Landesdenkmalamts: Menninger Straße 69, kath. Pfarrkirche St. Martin, 1930–32 von Peter Marx (Einzeldenkmal) Mit barockem Hochaltar und Seitenaltären von 1731 aus der „alten Bietzer Kirche“ |

|  | Wegekreuz Lage: Zum Ziehborn Errichtet: Beschreibung des Landesdenkmalamts: Zum Ziehborn, Wegekreuz, 1863 (Einzeldenkmal) Neben dem Wegkreuz am „alten Kirchplatz Bietzen“ steht eine ausführliche Infotafel des Heimatkundlichen Vereines Betzerberg e. V. |

## Brotdorf
|  | Gasthaus Lage: Hausbacher Straße 20 Errichtet: 1900 Beschreibung des Landesdenkmalamts: Hausbacher Straße 20, Kaiserhof, Gasthaus, 1900 (Einzeldenkmal) |

|  | Wegekreuz Lage: Hausbacher Straße 43 Errichtet: 1739 Beschreibung des Landesdenkmalamts: Hausbacher Straße 43, Wegekreuz, 1739 (Einzeldenkmal) |

|  | kath. Pfarrkirche St. Maria Magdalena Lage: Mettlacher Straße Errichtet: 18. Jh., Erweiterung 1931–32 von Clemens Holzmeister Beschreibung des Landesdenkmalamts: Mettlacher Straße, kath. Pfarrkirche St. Maria Magdalena, 18. Jh., Erweiterung 1931–32 von Clemens Holzmeister (Einzeldenkmal) |

|  | Gleiskörper und Trasse Lage: Provinzialstraße und außerhalb der Ortslage Errichtet: 1901–03 Beschreibung des Landesdenkmalamts: Provinzialstraße und außerhalb der Ortslage, Gleiskörper und Trasse, 1901–03 (Ensemblebestandteil im Ensemble Merzig-Büschfelder Eisenbahn) |

|  | Wegekreuz Lage: Provinzialstraße 12 Errichtet: 1739 Beschreibung des Landesdenkmalamts: Provinzialstraße 12, Wegekreuz, 1739 (Einzeldenkmal) |

|  | Stellwerk Lage: Zur Heiligenwies Errichtet: um 1940 Beschreibung des Landesdenkmalamts: Zur Heiligenwies, Stellwerk, um 1940 (Ensemblebestandteil im Ensemble Merzig-Büschfelder Eisenbahn) |

|  | Bahnhofsempfangsgebäude mit Lagerhalle Lage: Zur Heiligenwies Errichtet: um 1903 Beschreibung des Landesdenkmalamts: Zur Heiligenwies, Bahnhofsempfangsgebäude mit Lagerhalle, 1903 (Ensemblebestandteil im Ensemble Merzig-Büschfelder Eisenbahn) |

## Büdingen
|  | Wegekreuz Lage: Katzenberg 3, Flur 4 Errichtet: 1744 Beschreibung des Landesdenkmalamts: Katzenberg 3, Flur 4, Flurstück 979/421, Wegekreuz, 1744 (Einzeldenkmal) |

|  | kath. Pfarrkirche Mariae Heimsuchung Lage: Steinmetzstraße Errichtet: 1825–26 Beschreibung des Landesdenkmalamts: Steinmetzstraße, kath. Pfarrkirche Mariae Heimsuchung, 1825–26 von Odenheimer, 1920 Turmerhöhung von Peter Marx (Einzeldenkmal) |

|  | Wohnhaus Lage: Steinmetzstraße 3 Errichtet: 1903 Beschreibung des Landesdenkmalamts: Steinmetzstraße 3, Haus Dollwett, Wohnhaus, 1903 (Einzeldenkmal) |

|  | kath. Pfarrhaus Lage: Zum Saargau 6 Errichtet: 19. Jh. Beschreibung des Landesdenkmalamts: Zum Saargau 6, kath. Pfarrhaus, 2. Viertel 19. Jh. (Einzeldenkmal) (Einzeldenkmal) |

|  | Bauernhaus Lage: Zum Saargau 3 Errichtet: 1801 Beschreibung des Landesdenkmalamts: Zum Saargau 3, Bauernhaus, 1801 (Einzeldenkmal) (Einzeldenkmal) |

|  | Gutshof, Bauernhaus mit Wirtschaftstrakten und Gewölbekeller, Altar mit Gräbern Lage: Zum Saargau 8 Errichtet: 1876 Beschreibung des Landesdenkmalamts: Zum Saargau 8, Gutshof, Bauernhaus mit Wirtschaftstrakten und Gewölbekeller, Altar mit Gräbern, 1876 (Einzeldenkmal) (Einzeldenkmal) |

|  | Bauernhaus Lage: Zum Saargau 17 Errichtet: 1790 Beschreibung des Landesdenkmalamts: Zum Saargau 17, Bauernhaus, 1790 (Einzeldenkmal) |

## Fitten
|  | Kreuzwegstationen Lage: Am Dorrgarten Errichtet: um 1730 Beschreibung des Landesdenkmalamts: Am Dorrgarten, Kreuzwegstationen, um 1730 (Einzeldenkmal) |

|  | kath. Kapelle St. Wendalinus Lage: Am Dorrgarten Errichtet: 1724 Beschreibung des Landesdenkmalamts: Am Dorrgarten, kath. Kapelle St. Wendalinus mit Ausstattung, 1724 (Einzeldenkmal) |

|  | Wohnhaus Lage: Am Dorrgarten 4 Errichtet: 1799 Beschreibung des Landesdenkmalamts: Am Dorrgarten 4, Wohnhaus, 1799 (Einzeldenkmal) |

|  | Wegekreuz Lage: Römerstraße Errichtet: 1800 Beschreibung des Landesdenkmalamts: Römerstraße, Wegekreuz, um 1800 (Einzeldenkmal) |

|  | Schule Lage: Wendelinusstraße 41 Errichtet: 1890 Beschreibung des Landesdenkmalamts: Wendelinusstraße 41, Schule, um 1890 (Einzeldenkmal) |

## Harlingen
|  | Wegekreuz Lage: Hauptstraße Errichtet: um 1750 von Christian Kretzschmar (Einzeldenkmal) Beschreibung des Landesdenkmalamts: Wegekreuz um 1750 von Christian Kretzschmar (Einzeldenkmal) |

|  | kath. Filialkirche St. Maria Lage: Turmstraße Errichtet: um 1750 von Christian Kretzschmar (Einzeldenkmal) Beschreibung des Landesdenkmalamts: Turmstraße 6, kath. Filialkirche St. Maria, um 1750 von Christian Kretzschmar (Einzeldenkmal) |

## Hilbringen
|  | Bauernhaus Lage: Merziger Straße 25 Errichtet: um 1800 Beschreibung des Landesdenkmalamts: Merziger Straße 25, Bauernhaus, um 1800 (Einzeldenkmal) |

|  | kath. Pfarrkirche St. Petrus in den Ketten Lage: Rehstraße Errichtet: um 1890–1891 Beschreibung des Landesdenkmalamts: Rehstraße, kath. Pfarrkirche St. Petrus in den Ketten, 1890–91 von Wilhelm Hector (Einzeldenkmal) |

|  | Bauernhaus Lage: Rehstraße 21 Errichtet: 1902 (Jahreszahl im Türsturz 1909) Beschreibung des Landesdenkmalamts: Rehstraße 21, Bauernhaus, 1902 (Einzeldenkmal) |

|  | Schloss Lage: Schlossberg 11 Errichtet: um 1745–55 Beschreibung des Landesdenkmalamts: Schlossberg 11, Schloss, um 1745–55 (Einzeldenkmal) |

## Mechern
|  | Brunnen Lage: Hauptstraße Errichtet: 3. Viertel 19. Jh. Beschreibung des Landesdenkmalamts: Brunnenstraße, Brunnen, 3. Viertel 19. Jh. (Einzeldenkmal) |

|  | kath. Filialkirche St. Quiriacus Lage: Engelstraße Errichtet: s. u. Beschreibung des Landesdenkmalamts: Engelstraße, kath. Filialkirche St. Quiriacus mit Ausstattung, Grabmal Barbe Celinie de Galhau von 1868 auf dem Friedhof, Chor und Turm 15. Jh., Schiff 1718, Neubau Schiff 1970–72 von Hanns Schoenecker (Einzeldenkmal) |

|  | Bauernhaus Lage: Fremersdorfer Straße 27 Errichtet: 1. Hälfte 19. Jh. Beschreibung des Landesdenkmalamts: Fremersdorfer Straße 27, Bauernhaus, 1. Hälfte 19. Jh. (Einzeldenkmal) |

## Menningen
|  | Grenzstein Lage: Flur 7, Flurstück 1069/312 Errichtet: 4. Viertel 18. Jh. Beschreibung des Landesdenkmalamts: Flur 7, Flurstück 1069/312, Grenzstein des ehem. Steinbruchs Jean Henry Christophe De Galhau, 4. Viertel 18. Jh. (Einzeldenkmal) |

|  | Wegekreuz Lage: Namborner Straße Errichtet: 1749 Beschreibung des Landesdenkmalamts: Namborner Straße, Wegekreuz, 1749 (Einzeldenkmal) |

|  | kath. Kapelle St. Clemens Lage: Hauptstraße Errichtet: um 1750 Beschreibung des Landesdenkmalamts: Namborner Straße, kath. Kapelle St. Clemens mit Ausstattung, um 1750 (Einzeldenkmal) |

## Merchingen (Merzig)
|  | Bauernhaus Lage: Agathastraße 3 Errichtet: 1868 Beschreibung des Landesdenkmalamts: Agathastraße 3, Bauernhaus, 1868 (Einzeldenkmal) |

|  | Wegekreuz Lage: Honzrather Straße Errichtet: 1827 Beschreibung des Landesdenkmalamts: Honzrather Straße, Wegekreuz, 1827 (Einzeldenkmal) |

|  | Bauernhaus Lage: Honzrather Straße 65 Errichtet: 1. Hälfte 19. Jh. Beschreibung des Landesdenkmalamts: Honzrather Straße 65, Bauernhaus, 1. Hälfte 19. Jh. (Einzeldenkmal) |

|  | kath. Pfarrkirche St. Agatha Lage: Kirchenstraße 1 Errichtet: 1929–30 Beschreibung des Landesdenkmalamts: Kirchenstraße 1, kath. Pfarrkirche St. Agatha mit Ausstattung, 1929–30 von Clemens Holzmeister (Einzeldenkmal) |

|  | Gasthaus Lage: Langgarten 3 Errichtet: 1912–13 Beschreibung des Landesdenkmalamts: Langgarten 3, Gasthaus „Zum Blütental“, 1912–13 (Einzeldenkmal) |

|  | Kriegerdenkmal Lage: Saarlouiser Weg Errichtet: um 1926 Beschreibung des Landesdenkmalamts: Saarlouiser Weg, Kriegerdenkmal, um 1926 (Einzeldenkmal) |

## Merzig

### Ensemble Bahnhofstraße
- Bahnhofstraße 39–43, Wohnhäuser, 1880–90, (Ensemble)
|  | Haus Thees, Wohnhaus Lage: Bahnhofstraße 39 Errichtet: um 1890 Beschreibung des Landesdenkmalamts: Haus Thees, Wohnhaus, um 1890 (Einzeldenkmal im Ensemble Bahnhofstraße) |

|  | Wohnhaus Lage: Bahnhofstraße 41 Errichtet: 1880–90 Beschreibung des Landesdenkmalamts: Wohnhaus, 1880–90 (Einzeldenkmal im Ensemble Bahnhofstraße) |

|  | Wohnhaus Lage: Bahnhofstraße 43 Errichtet: 1880–90 (Einzeldenkmal) Beschreibung des Landesdenkmalamts: Wohnhaus, 1880–90 (Einzeldenkmal im Ensemble Bahnhofstraße) |

|  | Wohnhaus Lage: Bahnhofstraße 45 Errichtet: ??? Beschreibung des Landesdenkmalamts: Wohnhaus (Einzeldenkmal im Ensemble Bahnhofstraße) Nach den Unterlagen des Landesdenkmalamtes unklar, bzw. widersprüchlich, ob Bahnhofstr. 45 zum Ensemble gehört |

### Ensemble Landeskrankenhaus
Trierer Straße 148, 150– 156, 198–212 (gerade Nummern), Trierer Straße 239/241 und Freiflächen Klinik-, Verwaltungs-, Wirtschafts- und Wohngebäude, 1872–76 und 1897–1900 (Ensemble)
|  | Gärtnerei Lage: Trierer Straße 148 Errichtet: um 1905 Beschreibung des Landesdenkmalamts: Gärtnerei, um 1905 (Ensemblebestandteil im Ensemble Landeskrankenhaus) |

|  | Leichenhalle, Kapelle Lage: Trierer Straße 148 Errichtet: 1897–1900 Beschreibung des Landesdenkmalamts: Leichenhalle, Kapelle, 1897–1900 (Einzeldenkmal im Ensemble Landeskrankenhaus) |

|  | Männertrakt II (Bau 30) des Landeskrankenhauses Lage: Trierer Straße 148 Errichtet: 1897–1900 Beschreibung des Landesdenkmalamts: Männertrakt II (Bau 30) des Landeskrankenhauses (Ensemblebestandteil im Ensemble Landeskrankenhaus) |

|  | Beamtenwohnhaus (Bau 28), 1872–76 Lage: Trierer Straße 148 Errichtet: 1897–1900 Umbau zur Krankenstation von Carl Fr. Dittmar Beschreibung des Landesdenkmalamts: Beamtenwohnhaus (Bau 28), 1872–76, 1897–1900 Umbau zur Krankenstation von Carl Fr. Dittmar (Ensemblebestandteil im Ensemble Landeskrankenhaus) |

|  | Männerlazarett (Bau 33) Lage: Trierer Straße 148 Errichtet: 1897–1900 Beschreibung des Landesdenkmalamts: Männerlazarett (Bau 33), 1897–1900 (Ensemblebestandteil im Ensemble Landeskrankenhaus) |

|  | Frauentrakt II (Bau 17) Lage: Trierer Straße 148 Errichtet: 1897–1900 Beschreibung des Landesdenkmalamts: Frauentrakt II (Bau 17), 1897–1900 (Ensemblebestandteil im Ensemble Landeskrankenhaus) |

|  | Frauentrakt I (Bau 16) Lage: Trierer Straße 148 Errichtet: 1897–1900 Beschreibung des Landesdenkmalamts: Frauentrakt I (Bau 16), 1897–1900 (Ensemblebestandteil im Ensemble Landeskrankenhaus) |

|  | Frauenlazarett (Bau 15) Lage: Trierer Straße 148 Errichtet: 1897–1900 Beschreibung des Landesdenkmalamts: Frauenlazarett (Bau 15), 1897–1900 (Ensemblebestandteil im Ensemble Landeskrankenhaus) |

|  | Küchengebäude mit Festsaal (Bau 5) Lage: Trierer Straße 148 Errichtet: 1872–76 von Carl Fr. Dittmar Beschreibung des Landesdenkmalamts: Küchengebäude mit Festsaal (Bau 5), 1872–76 von Carl Fr. Dittmar (Einzeldenkmal im Ensemble Landeskrankenhaus) |

|  | Isoliergebäude für Männer (Bau 9) Lage: Trierer Straße 148 Errichtet: 1872–76, Erweiterung um 1900 von Carl Fr. Dittmar (Einzeldenkmal) Beschreibung des Landesdenkmalamts: Isoliergebäude für Männer (Bau 9), 1872–76, Erweiterung um 1900 von Carl Fr. Dittmar (Einzeldenkmal im Ensemble Landeskrankenhaus) |

|  | Isoliergebäude für Frauen (Bau 12) Lage: Trierer Straße 148 Errichtet: 1872–76 von Carl Fr. Dittmar Beschreibung des Landesdenkmalamts: Isoliergebäude für Frauen (Bau 12), 1872–76 von Carl Fr. Dittmar (Einzeldenkmal im Ensemble Landeskrankenhaus) |

|  | Hauptgebäude (Bau 1–4, 6–8) der „Provinzial-Irren-Anstalt“ Merzig Lage: Trierer Straße 148 Errichtet: 1872–76 von Carl Fr. Dittmar Beschreibung des Landesdenkmalamts: Hauptgebäude (Bau 1–4, 6– 8) der „Provinzial-Irren-Anstalt“ Merzig, 1872–76 von Carl Fr. Dittmar (Einzeldenkmal im Ensemble Landeskrankenhaus) |

|  | Wohnhaus Lage: Trierer Straße 148b Errichtet: um 1905 Beschreibung des Landesdenkmalamts: Wohnhaus, um 1905 (Ensemblebestandteil im Ensemble Landeskrankenhaus) |

|  | Arztwohnhaus des Landeskrankenhauses (Bau 49) Lage: Trierer Straße 150 Errichtet: 1897–1900 Beschreibung des Landesdenkmalamts: Arztwohnhaus des Landeskrankenhauses (Bau 49), 1897–1900 (Ensemblebestandteil im Ensemble Landeskrankenhaus) |

|  | Doppelwohnhaus für Maschinenmeister und Oberpfleger des Landeskrankenhauses (Bau 50/51) Lage: Trierer Straße 152/154 Errichtet: 1897–1900 (Ensemblebestandteil) Beschreibung des Landesdenkmalamts: Doppelwohnhaus für Maschinenmeister und Oberpfleger des Landeskrankenhauses (Bau 50/51), 1897–1900 (Ensemblebestandteil im Ensemble Landeskrankenhaus) |

|  | Wohnhaus Lage: Trierer Straße 156 Errichtet: um 1905 Beschreibung des Landesdenkmalamts: Wohnhaus, um 1905 (Ensemblebestandteil im Ensemble Landeskrankenhaus) |

|  | Doppelwohnhaus Lage: Trierer Straße 198/200 Errichtet: um 1905 (Ensemblebestandteil) Beschreibung des Landesdenkmalamts: Doppelwohnhaus, um 1905 (Ensemblebestandteil im Ensemble Landeskrankenhaus) |

|  | Doppelwohnhaus Lage: Trierer Straße 202/204 Errichtet: um 1905 (Ensemblebestandteil) Beschreibung des Landesdenkmalamts: Doppelwohnhaus, um 1905 (Ensemblebestandteil im Ensemble Landeskrankenhaus) |

|  | Doppelwohnhaus Lage: Trierer Straße 206/208 Errichtet: um 1905 (Ensemblebestandteil) Beschreibung des Landesdenkmalamts: Doppelwohnhaus, um 1905 (Ensemblebestandteil im Ensemble Landeskrankenhaus) |

|  | Doppelwohnhaus Lage: Trierer Straße 210/212 Errichtet: um 1905 (Ensemblebestandteil) Beschreibung des Landesdenkmalamts: Doppelwohnhaus, um 1905 (Ensemblebestandteil im Ensemble Landeskrankenhaus) |

|  | Doppelwohnhaus Lage: Trierer Straße 239/241 Errichtet: 1897–1900 (Ensemblebestandteil) Beschreibung des Landesdenkmalamts: Doppelwohnhaus, 1897–1900 (Ensemblebestandteil im Ensemble Landeskrankenhaus) |

### EnsembleMerzig-Büschfelder Eisenbahn
Losheimer Straße und außerhalb der Ortslage, Gleisanlagen, Gebäude, Werkstätten, Schuppen, Rampen, Eisenbahnlokomotiven und -wagen, 1901–03 (Ensemble)
|  | Gleiskörper und Trasse Lage: Losheimer Straße Errichtet: 1901–03 Beschreibung des Landesdenkmalamts: Gleiskörper und Trasse, 1901–03 (Ensemblebestandteil im Ensemble Merzig-Büschfelder Eisenbahn) |

|  | Stellwerk im Bahnhofsgelände Merzig-Ost Lage: Losheimer Straße 1 Errichtet: um 1903 Beschreibung des Landesdenkmalamts: Stellwerk im Bahnhofsgelände Merzig-Ost, um 1903 (Ensemblebestandteil im Ensemble Merzig-Büschfelder Eisenbahn) |

|  | Bahnhofsempfangsgebäude Merzig-Ost Lage: Losheimer Straße 1 Errichtet: um 1903 Beschreibung des Landesdenkmalamts: Bahnhofsempfangsgebäude Merzig-Ost, um 1903 (Ensemblebestandteil im Ensemble Merzig-Büschfelder Eisenbahn) |

|  | Gleiskörper und Trasse Lage: Von-Boch-Straße Errichtet: 1901–03 Beschreibung des Landesdenkmalamts: Gleiskörper und Trasse, 1901–03 (Ensemblebestandteil im Ensemble Merzig-Büschfelder Eisenbahn) |

### Ensemble Post Merzig
Am Gaswerk 3, 3a/3b, Bahnhofstraße 7, 11, 13, Zum Bauhof, Hauptgebäude der Post mit Zwischentrakt, Omnibusdepot, Garagen- und Wohngebäude der Post, Posthof mit Einfriedung, flankierende Wohnhäuser in der Bahnhofstraße, Wohnhaus in der Straße Am Gaswerk (Ensemble)
|  | Wohnhaus Lage: Am Gaswerk 3 Errichtet: Beschreibung des Landesdenkmalamts: Wohnhaus neben dem Omnibusdepot(Ensemblebestandteil im Ensemble Post Merzig) |

|  | Omnibusdepot und Wohngebäude Lage: Am Gaswerk 3a/3b Errichtet: 1953 Beschreibung des Landesdenkmalamts: Omnibusdepot und Wohngebäude, 1953 (Einzeldenkmal im Ensemble Post Merzig) |

|  | Posthof mit Einfriedung Lage: Zum Bauhof Errichtet: 1953 Beschreibung des Landesdenkmalamts: Posthof mit Einfriedung, 1953 (Einzeldenkmal im Ensemble Post Merzig) |

|  | Wohnhaus Lage: Bahnhofstraße 7 Errichtet: um 1900 Beschreibung des Landesdenkmalamts: Wohnhaus, um 1900 (Ensemblebestandteil im Ensemble Post Merzig) |

|  | Post Hauptgebäude Lage: Bahnhofstraße 11 Errichtet: 1953 Beschreibung des Landesdenkmalamts: Post Hauptgebäude mit Zwischenbau, 1953 (Einzeldenkmal) |

|  | Wohnhaus Lage: Bahnhofstraße 13 Errichtet: um 1900 Beschreibung des Landesdenkmalamts: Wohnhaus, um 1900 (Einzeldenkmal) |

### Einzeldenkmäler
|  | Marienstatue Lage: Am Kammerforst, Zum Reisberg, Flur 2, Flurstück 27/120 Errichtet: 1951 von Joseph Schwindling Beschreibung des Landesdenkmalamts: Marienstatue, 1951 von Joseph Schwindling (Einzeldenkmal) |

|  | Halfenhaus Lage: Am Viehmarkt 1 oder Poststraße 1a Errichtet: um 1750 Beschreibung des Landesdenkmalamts: Am Viehmarkt 1, Halfenhaus, um 1750 (Einzeldenkmal) |

|  | kath. Pfarrkirche St. Josef Lage: An der Josefskirche 1 Errichtet: 1958–59 von Hermann Baur Beschreibung des Landesdenkmalamts: kath. Pfarrkirche St. Josef, 1958–59 von Hermann Baur (Einzeldenkmal) |

|  | B-Werk Besseringen, Westwallbunker Lage: Flur 3, Flurstück 1/230, an der B 51 Errichtet: 1939 (Einzeldenkmal) Beschreibung des Landesdenkmalamts: B-Werk Besseringen, Westwallbunker 1856–60 (Einzeldenkmal) |

|  | Bahnhofsempfangsgebäude Lage: Bahnhofstraße 58 Errichtet: 1856–60 Beschreibung des Landesdenkmalamts: Bahnhofsempfangsgebäude, 1856–60(Einzeldenkmal) |

|  | Wohnhaus Lage: Bahnhofstraße 3 Errichtet: 4. Viertel 19. Jh. Beschreibung des Landesdenkmalamts: Wohnhaus, 4. Viertel 19. Jh. (Einzeldenkmal) |

|  | Villa Fuchs Wohnhaus Lage: Bahnhofstraße 25 Errichtet: 1872 Beschreibung des Landesdenkmalamts: Villa Fuchs Wohnhaus 1872 (Einzeldenkmal) |

|  | Fabrikgebäude Lage: Bahnhofstraße 27 Errichtet: 1872 Beschreibung des Landesdenkmalamts: Fabrikgebäude 1872 (Einzeldenkmal) |

|  | Westwallbunker WH-Nr. 307, MG-Schartenstand Lage: Bornewasserweg, Flur 6, Flurstück 503/206 Errichtet: 1938 Beschreibung des Landesdenkmalamts: Westwallbunker WH-Nr. 307, MG-Schartenstand, 1938 (Einzeldenkmal) |

|  | Westwallbunker WH-Nr. 339, Kampfstand mit Dreischartenkuppel Lage: Blättelbornweg, Flur 26, Flurstück 17/16 Errichtet: 1940 Beschreibung des Landesdenkmalamts: Westwallbunker WH-Nr. 339, Kampfstand mit Dreischartenkuppel, 1940 (Einzeldenkmal) |

|  | Westwallbunker WH-Nr. 349, Brückensicherungswerk Lage: L 174, Lothringer Straße, Flur 25, Flurstücke 1/2, 1/16, 12/7, Flur 26, Flurstücke 14/3, 14/8, 14/11, 17/7, 17/14, 17/15, 17/16 Errichtet: 1938 Beschreibung des Landesdenkmalamts: Brückensicherungswerk, WH-Nr. 349, Westbefestigung, 1938 (Einzeldenkmal) |

|  | Westwallbunker WH-Nr. 350, Gruppenunterstand mit aufgesetztem Kampfraum Lage: Zur Stadthalle, Flur 21, Flurstück 2/2 Errichtet: 1938 Beschreibung des Landesdenkmalamts: Bunker, WH-Nr. 350, Westbefestigung, 1938 (Einzeldenkmal) |

|  | Westwallbunker WH-Nr. 413, MG-Schartenstand in C Lage: Saarbrücker Allee, Flur 23, Flurstück 67/5 Errichtet: 1938 Beschreibung des Landesdenkmalamts: Bunker, WH-Nr. 413, Westbefestigung, 1938 |

|  | Kreuzbergkapelle mit Wegekreuz Lage: Ellerweg Errichtet: 1858 Beschreibung des Landesdenkmalamts: Kreuzbergkapelle mit Wegekreuz 1900, Erweiterung 1908 (Einzeldenkmal) |

|  | Peter-Wust-Gymnasium Lage: Goethestraße 16a Errichtet: 1959–1963 von Heinrich Latz Beschreibung des Landesdenkmalamts: Peter-Wust-Gymnasium, 1959–1963 von Heinrich Latz (Einzeldenkmal) |

|  | Radegundisheim, Schule Lage: Gutenbergstraße 14 Errichtet: 1900, Erweiterung 1908 Beschreibung des Landesdenkmalamts: Radegundisheim, Schule, 1900, Erweiterung 1908 (Einzeldenkmal) |

|  | ev. Pfarrkirche Lage: Hochwaldstraße Errichtet: 1863–65 von Carl Friedrich Müller Beschreibung des Landesdenkmalamts: ev. Pfarrkirche, 1863–65 von Carl Friedrich Müller (Einzeldenkmal) |

|  | Landratsamt Lage: Hochwaldstraße 13 Errichtet: um 1900 Beschreibung des Landesdenkmalamts: Landratsamt um 1900 (Einzeldenkmal) |

|  | Wohnhaus Lage: Hochwaldstraße 23 Errichtet: um 1900 Beschreibung des Landesdenkmalamts: Wohnhaus um 1900 (Einzeldenkmal) |

|  | Wohnhaus Lage: Hochwaldstraße 25 Errichtet: um 1900 Beschreibung des Landesdenkmalamts: Wohnhaus, um 1900 (Einzeldenkmal) |

|  | Wohnhaus Lage: Hochwaldstraße 30 Errichtet: ??? Beschreibung des Landesdenkmalamts: Wohnhaus (Einzeldenkmal) |

|  | Kaufhaus Kahn, Geschäftshaus Lage: Josephstraße 87 Errichtet: 1901 (Einzeldenkmal) Beschreibung des Landesdenkmalamts: Kaufhaus Kahn, Geschäftshaus, 1901 (Einzeldenkmal) |

|  | Kath. Pfarrkirche St. Peter mit Ausstattung Lage: Kirchplatz Errichtet: ??? (Einzeldenkmal) Beschreibung des Landesdenkmalamts: Kirchplatz, kath. Pfarrkirche St. Peter mit Ausstattung (Einzeldenkmal) |

|  | Wohnhaus Lage: Kirchplatz 10 Errichtet: 4. Viertel 19. Jh. Beschreibung des Landesdenkmalamts: Wohnhaus 4. Viertel 19. Jh. (Einzeldenkmal) |

|  | Haus Friedrich, Wohnhaus Lage: Kirchplatz 17/19 Errichtet: 4. Viertel 19. Jh. Beschreibung des Landesdenkmalamts: Haus Friedrich, Wohnhaus, 4. Viertel 19. Jh. (Einzeldenkmal) |

|  | Fellenbergmühle mit Ausstattung Lage: Marienstraße 34 Errichtet: 17. Jh., Fellenbergmühle mit Ausstattung 1908 von Josef Wegener Beschreibung des Landesdenkmalamts: Fellenbergmühle mit Ausstattung, 17. Jh., Feinmechanikerwerkstatt 1. Hälfte 20. Jh. (Einzeldenkmal) |

|  | Jüdischer Friedhof Lage: Neustraße Errichtet: 1770, Erweiterung 1905 Beschreibung des Landesdenkmalamts: Jüdischer Friedhof, 1770, Erweiterung 1905 (Einzeldenkmal) |

|  | ehem. Kurfürstliches Schloss, heute Rathaus Lage: Poststraße 20 Errichtet: 1649, Umbauten 18./19. Jh. von Matthias Staudt Beschreibung des Landesdenkmalamts: ehem. Kurfürstliches Schloss, heute Rathaus, 1649, Umbauten 18./19. Jh. von Matthias Staudt (Einzeldenkmal) |

|  | Wohnhaus Lage: Poststraße 12 Errichtet: 1772 von Christian Kretzschmar Beschreibung des Landesdenkmalamts: Wohnhaus, 1772 von Christian Kretzschmar (Einzeldenkmal) |

|  | Wohnhaus Lage: Poststraße 22 Errichtet: 18. Jh. Beschreibung des Landesdenkmalamts: Wohnhaus, 18. Jh. (Einzeldenkmal) |

|  | Wohnhaus Lage: Poststraße 23 Errichtet: 1897 Beschreibung des Landesdenkmalamts: Wohnhaus 1897 (Einzeldenkmal) |

|  | Wohnhaus Lage: Poststraße 49 Errichtet: 18. Jh. (Einzeldenkmal) Beschreibung des Landesdenkmalamts: Wohnhaus, 18. Jh. (Einzeldenkmal) |

|  | Fabrik- und Lagerhallen Lage: Rotensteiner Weg 2 Errichtet: 4. Viertel 19. Jh. Beschreibung des Landesdenkmalamts: Fabrik- und Lagerhallen, 4. Viertel 19. Jh. (Einzeldenkmal) |

|  | Heiligkreuzkapelle Lage: Schankstraße Errichtet: 1712 Beschreibung des Landesdenkmalamts: Heiligkreuzkapelle, 1712 (Einzeldenkmal) |

|  | Wohnhaus Lage: Schankstraße 1 Errichtet: 1896 Beschreibung des Landesdenkmalamts: Wohnhaus, 1896 (Einzeldenkmal) |

|  | Fellenbergschlösschen, Wohnhaus Lage: Torstraße 45 Errichtet: 19. Jh. Beschreibung des Landesdenkmalamts: Fellenbergschlösschen, Wohnhaus, 19. Jh. (Einzeldenkmal) |

|  | kath. Marienkapelle Lage: Torstraße Errichtet: 1857–1858 Beschreibung des Landesdenkmalamts: kath. Marienkapelle 1858 (Einzeldenkmal) |

|  | Altenheim-Kapelle der Fellenbergstiftung Lage: Torstraße 28 Errichtet: 1887–88 Beschreibung des Landesdenkmalamts: Altenheim-Kapelle der Fellenbergstiftung, 1887–88 (Einzeldenkmal) |

|  | Straßenbrücke Seffersbachbrücke Lage: Trierer Straße o. Nr. (über dem Seffersbach) Errichtet: 1901 von Max Möller Beschreibung des Landesdenkmalamts: Trierer Straße über Seffersbach, Straßenbrücke, 1901 von Max Möller (Einzeldenkmal) |

|  | Hospitalkapelle mit Ausstattung Lage: Trierer Straße Errichtet: 18. Jh. Beschreibung des Landesdenkmalamts: Hospitalkapelle mit Ausstattung, 18. Jh. (Einzeldenkmal) |

|  | kath. Wallfahrtskapelle St. Josef Lage: Trierer Straße Errichtet: 1676 Beschreibung des Landesdenkmalamts: kath. Wallfahrtskapelle St. Josef, 1676 (Einzeldenkmal) |

|  | Wohn- und Geschäftshaus Lage: Trierer Straße 14/16 Errichtet: 1898 Beschreibung des Landesdenkmalamts: Wohn- und Geschäftshaus, 1898 (Einzeldenkmal) |

|  | Wohnhaus Lage: Trierer Straße 96 Errichtet: 4. Viertel 19. Jh. Beschreibung des Landesdenkmalamts: Wohnhaus, 4. Viertel 19. Jh. (Einzeldenkmal) |

|  | Wohnhaus Lage: Trierer Straße 97 Errichtet: um 1760 von Christian Kretzschmar Beschreibung des Landesdenkmalamts: Wohnhaus, um 1760 von Christian Kretzschmar (Einzeldenkmal) |

|  | Wohnhaus Lage: Trierer Straße 98 Errichtet: 1908 von Josef Wegener Beschreibung des Landesdenkmalamts: Trierer Straße 98, Wohnhaus, 1908 von Josef Wegener (Einzeldenkmal) |

|  | Wohnhaus Lage: Trierer Straße 100 Errichtet: 1909 (Einzeldenkmal) Beschreibung des Landesdenkmalamts: 1908 von Josef Wegener (Einzeldenkmal) |

|  | Wohnhaus Lage: Trierer Straße 102 Errichtet: 1909 Beschreibung des Landesdenkmalamts: Wohnhaus um 1909 (Einzeldenkmal) |

|  | Wohnhaus Lage: Trierer Straße 104 Errichtet: um 1900 Beschreibung des Landesdenkmalamts: Wohnhaus um 1900 (Einzeldenkmal) |

|  | Wohnhaus Lage: Trierer Straße 106 Errichtet: um 1900 Beschreibung des Landesdenkmalamts: Wohnhaus um 1900 (Einzeldenkmal) |

|  | Wohnhaus Lage: Trierer Straße 108 Errichtet: um 1900 Beschreibung des Landesdenkmalamts: Wohnhaus um 1900 (Einzeldenkmal) |

|  | Wohnhaus Lage: Trierer Straße 145 Errichtet: um 1900 Beschreibung des Landesdenkmalamts: Wohnhaus, um 1900 (Einzeldenkmal) |

|  | Wiesenhof, Gutshof Lage: Wiesenhofstraße Errichtet: Haupthaus von 1836, Umbau 1865, Eckturm 16. Jh., Wirtschaftsgebäude um 1900 Beschreibung des Landesdenkmalamts: Wiesenhof, Gutshof, Haupthaus von 1836, Umbau 1865, Eckturm 16. Jh., Wirtschaftsgebäude um 1900 (Einzeldenkmal) |

## Mondorf
|  | Fronleichnamskreuz Lage: Friedhof Errichtet: um 1850 Beschreibung des Landesdenkmalamts: Friedhof, Fronleichnamskreuz, um 1850 (Einzeldenkmal) |

|  | Hofhaus der Trierer Abtei St. Matthias Lage: Johannisstraße 7 Errichtet: 1770–75 Beschreibung des Landesdenkmalamts: Johannisstraße 7, Hofhaus der Trierer Abtei St. Matthias mit Wirtschaftstrakt, 1770–75 (Einzeldenkmal) |

|  | kath. Pfarrkirche Johannes der Täufer Lage: Johannisstraße 17 Errichtet: 1845 Beschreibung des Landesdenkmalamts: Johannisstraße 17, kath. Pfarrkirche Johannes der Täufer, 1845, Instandsetzung 1929 von Anton Falkowski (Einzeldenkmal) |

|  | Schule Lage: Johannisstraße 21 Errichtet: 4. Viertel 19. Jh. Beschreibung des Landesdenkmalamts: Johannisstraße 21, Schule, 4. Viertel 19. Jh. (Einzeldenkmal) |

|  | Fronleichnamsaltar Lage: Oberdorfstraße 8 Errichtet: 3. Viertel 19. Jh. Beschreibung des Landesdenkmalamts: Oberdorfstraße 8 (bei), Fronleichnamsaltar, 3. Viertel 19. Jh. (Einzeldenkmal) |

## Schwemlingen
|  | Wohnhaus Lage: In der Schank 1 Errichtet: Beschreibung des Landesdenkmalamts: Haus Pinter, Bauernhaus, 1739 (Einzeldenkmal) |

|  | Pfarrkirche St. Laurentius Lage: Laurentiusstraße 5 Errichtet: Beschreibung des Landesdenkmalamts: kath. Pfarrkirche St. Laurentius, 1913–14 von Peter Marx (Einzeldenkmal) |

|  | Wohnhaus Lage: Saareckstraße 11 Errichtet: Beschreibung des Landesdenkmalamts: Halfengasthaus, 1784 (Einzeldenkmal) |

## Silwingen
|  | kath. Kapelle St. Marien Lage: Bannholzer Straße Errichtet: 1843 Beschreibung des Landesdenkmalamts: Bannholzer Straße, kath. Kapelle St. Marien, 1843 (Einzeldenkmal) |

|  | Wegekreuz Lage: Mondorfer Straße 20 Errichtet: 1817 Beschreibung des Landesdenkmalamts: Mondorfer Straße 20 (bei), Wegekreuz, 1817 (Einzeldenkmal) |

|  | Wohnhaus mit Gewölbekeller Lage: Mondorfer Straße 32 Errichtet: 1817 Beschreibung des Landesdenkmalamts: Mondorfer Straße 32, Wohnhaus mit Gewölbekeller (Einzeldenkmal) |

## Weiler
|  | Altar in der kath. Filialkirche Maria Königin Lage: Perlerstraße Errichtet: 18. Jh. Beschreibung des Landesdenkmalamts: Perlerstraße, Altar in der kath. Filialkirche Maria Königin, 18. Jh. (Einzeldenkmal) |

## Wellingen
|  | Wegekreuz Lage: Im Neugarten 4 Errichtet: 4. Viertel 19. Jh. Beschreibung des Landesdenkmalamts: Im Neugarten 4, Wegekreuz, 4. Viertel 19. Jh. (Einzeldenkmal) |

|  | Bauernhaus mit Gewölbekellern Lage: Lilienstraße 9 Errichtet: 1. Hälfte 19. Jh. Beschreibung des Landesdenkmalamts: Lilienstraße 9, Bauernhaus mit Gewölbekellern, 1. Hälfte 19. Jh. (Einzeldenkmal) |

|  | Zehnthaus der Abtei Mettlach Lage: Lilienstraße 24 Errichtet: 1721 Beschreibung des Landesdenkmalamts: Lilienstraße 24, Zehnthaus der Abtei Mettlach, 1721 (Einzeldenkmal) |

|  | Alte Wellinger Kapelle – Konzert-, Ausstellungs- und Veranstaltungszentrum Lage: Lilienstraße, im Dorfkern von Wellingen Errichtet: 1884 Beschreibung des Landesdenkmalamts: (Einzeldenkmal) |